# Баллу (Оклахома)
Баллу (англ. Ballou) — переписна місцевість (CDP) в США, в окрузі Мейз штату Оклахома. Населення — 155 осіб (2020).

## Географія
Баллу розташований за координатами 36°8′32″ пн. ш. 95°11′59″ зх. д. / 36.14222° пн. ш. 95.19972° зх. д. (36.142127, -95.199834).  За даними Бюро перепису населення США в 2010 році переписна місцевість мала площу 9,50 км², уся площа — суходіл.

## Демографія
Згідно з переписом 2010 року, у переписній місцевості мешкало 176 осіб у 70 домогосподарствах у складі 51 родини. Густота населення становила 19 осіб/км².  Було 75 помешкань (8/км²).
Расовий склад населення:
| - 67,6 % — білих - 23,3 % — корінних американців |

До двох чи більше рас належало 9,1 %. Частка іспаномовних становила 3,4 % від усіх жителів.
За віковим діапазоном населення розподілялося таким чином: 28,4 % — особи молодші 18 років, 60,2 % — особи у віці 18—64 років, 11,4 % — особи у віці 65 років та старші. Медіана віку мешканця становила 38,0 року. На 100 осіб жіночої статі у переписній місцевості припадало 91,3 чоловіків;  на 100 жінок у віці від 18 років та старших — 85,3 чоловіків також старших 18 років.
Середній дохід на одне домашнє господарство  становив 43 070 доларів США (медіана — 23 750), а середній дохід на одну сім'ю — 23 385 доларів (медіана — 21 705). За межею бідності перебувало 33,6 % осіб, у тому числі 60,0 % дітей у віці до 18 років та 0,0 % осіб у віці 65 років та старших.
Цивільне працевлаштоване населення становило 41 осіб. Основні галузі зайнятості: освіта, охорона здоров'я та соціальна допомога — 36,6 %, виробництво — 24,4 %, сільське господарство, лісництво, риболовля — 22,0 %.